# 陈肖南
陈肖南（1921年—1985年），男，山东济南人，中国装甲车辆工程专家，曾任北京工业学院教授、博士生导师。